# Abschnittsbefestigung Paterzell
Die Abschnittsbefestigung Paterzell ist eine abgegangene spätmittelalterliche Höhenburg auf 759 m ü. NHN 450 m südwestlich der Kapelle St. Ulrich von Paterzell, einem Gemeindeteil der Gemeinde Wessobrunn im Landkreis Weilheim-Schongau in Bayern.
Von der ehemaligen Burganlage ist nichts erhalten, sie wird als Bodendenkmal unter der Aktennummer D-1-8132-0018 als „Abschnittsbefestigung karolingisch-ottonischer Zeitstellung oder Burgstall des hohen Mittelalters“ geführt.